# Marga Prohens
Margalida Prohens Rigo (Campos, 24 de maio de 1982), mais conhecida como Marga Prohens, é uma política e tradutora espanhola, presidente do Governo das Ilhas Baleares desde 2023. 
Ela também é presidente do Partido Popular das Ilhas Baleares desde 2021 e atua como deputada por Maiorca no Parlamento Balear desde 2023, função que já havia exercido anteriormente entre 2011 e 2019. Além disso, foi deputada nas Cortes Gerais durante as XIII e XIV legislaturas.

## Biografia
Nasceu em 1982 em Campos, município da ilha de Maiorca. É graduada em Tradução e Interpretação pela Universidade Pompeu Fabra, com especialização em tradução jurídica e juramentada pelo Ministério das Relações Exteriores da Espanha. Também possui um mestrado em Direção de Comunicação e Relações Públicas pela EAE Business School e pela Universidade de Barcelona. Ao longo de sua carreira, trabalhou como tradutora para a empresa Intermón Oxfam em Barcelona, para o Clube Náutico de La Rápita e como mediadora linguística na Prefeitura de Palma de Maiorca.

### Trajetória Política
Militante das Novas Gerações do Partido Popular, presidiu a seção de Campos de 2005 a 2009 e atuou como secretária executiva de coordenação local nas Ilhas Baleares. Além disso, foi presidente adjunta nas Ilhas de 2010 a 2012. Nas eleições municipais de 2007, foi incluída na última posição da lista eleitoral do PP, mas não conseguiu ser eleita vereadora na Prefeitura de Campos.
Em 2011, foi colocada na 11ª posição da lista eleitoral do PP nas eleições autonômicas e foi eleita deputada no Parlamento das Ilhas Baleares, sendo reeleita nas eleições de 2015 (VIII e IX legislaturas). Nas eleições gerais de abril de 2019, foi eleita deputada no Congresso dos Deputados durante a breve XIII legislatura, e reeleita em novembro de 2019 na XIV legislatura (2019-2023), onde atuou como porta-voz de seu partido em questões de igualdade. Em ambos os pleitos, foi a cabeça de lista do PP pela circunscrição das Baleares. Desde julho de 2021, é a presidente do Partido Popular das Ilhas Baleares, após ser a única candidata ao cargo.

### Presidente das Ilhas Baleares
Com vistas às eleições autonômicas de 28 de maio de 2023, foi a candidata à presidência das Ilhas Baleares pelo PP. Nessas eleições, o Partido Popular conquistou 25 dos 59 deputados que compõem o Parlamento Balear, nove a mais do que em 2019. Ela seria investida como presidente das Ilhas Baleares por meio de um pacto com o Vox, que, embora não participasse do governo autonômico, estabeleceu um programa de 110 pontos.
No dia 6 de julho de 2023, o Parlamento das Ilhas Baleares a elegeu como presidente em segunda votação, sendo necessária apenas a maioria simples. Nesse pleito, recebeu 26 votos a favor (do PP), 25 contra (do PSOE, MÉS e Podemos) e oito abstenções do Vox. No dia seguinte, assumiu o cargo.